# Lipovac (Pakrác)
Lipovac falu Horvátországban Pozsega-Szlavónia megyében. Közigazgatásilag Pakráchoz tartozik.

## Fekvése
Pozsegától légvonalban 33, közúton 50 km-re északnyugatra, községközpontjától légvonalban 6, közúton 10 km-re keletre, Nyugat-Szlavóniában, a Psunj-hegység nyugati részén fekszik.

## Története
A település neve a hársfa délszláv nevéből (lipa) származik, olyan helyet jelöl ahol sok hársfa termett. A 17. század végétől a török kiűzése után a területre folyamatosan telepítették be a keresztény lakosságot. Ide Boszniából pravoszláv vlachok érkeztek. Az első katonai felmérés térképén „Dorf Lipovacz” néven találjuk. Lipszky János 1808-ban Budán kiadott repertóriumában „Lipovacz” néven szerepel. Nagy Lajos 1829-ben kiadott művében „Lipovacz” néven összesen 16 házzal, 107 ortodox vallású lakossal találjuk.
A településnek 1857-ben 131, 1910-ben 182 lakosa volt. 1910-ben a népszámlálás adatai szerint teljes lakossága szerb anyanyelvű volt. Pozsega vármegye Pakráci járásának része volt. Az első világháború után 1918-ban az új szerb-horvát-szlovén állam, majd később (1929-ben) Jugoszlávia része lett. 1991-ben lakossága szerb nemzetiségű volt. A délszláv háború idején kezdettől fogva szerb ellenőrzés alatt volt. A horvát hadsereg 127. dandárjának alakulatai az „Alfa” hadművelettel 1991. december 24. és 29. között foglalták vissza a falut a szerbektől. 2011-ben már nem volt állandó lakossága.

## Lakossága
| Lakosság változása | Lakosság változása | Lakosság változása | Lakosság változása | Lakosság változása | Lakosság változása | Lakosság változása | Lakosság változása | Lakosság változása | Lakosság változása | Lakosság változása | Lakosság változása | Lakosság változása | Lakosság változása | Lakosság változása | Lakosság változása |
| ------------------ | ------------------ | ------------------ | ------------------ | ------------------ | ------------------ | ------------------ | ------------------ | ------------------ | ------------------ | ------------------ | ------------------ | ------------------ | ------------------ | ------------------ | ------------------ |
| 1857               | 1869               | 1880               | 1890               | 1900               | 1910               | 1921               | 1931               | 1948               | 1953               | 1961               | 1971               | 1981               | 1991               | 2001               | 2011               |
| 131                | 132                | 138                | 130                | 162                | 182                | 183                | 250                | 119                | 132                | 102                | 52                 | 12                 | 5                  | 0                  | 0                  |